# Wonderful Days (single)
Wonderful Days (ook gespeld als Wonderfull Days) is de succesvolste single van het Nederlandse happyhardcore-duo Charly Lownoise & Mental Theo. Het nummer werd in december 1994 op single uitgebracht.

## Achtergrond
Het nummer kwam in december 1994 uit op single en behaalde in Nederland een nummer 2-positie in zowel de Nederlandse Top 40 op destijds Radio 538 als de publieke hitlijst; toentertijd  de Mega Top 50 op toen Radio 3FM. De single stond uiteindelijk dertien weken in beide hitlijsten genoteerd. In de beide Top 100 jaarlijsten van 1995 stond de single op respectievelijk nummer 14 (samengesteld op basis van het aantal behaalde punten) en nummer 9 (samengesteld op basis van verkoopgegevens).
In België bereikte de single de 25e positie in de voorloper van de Vlaamse Ultratop 50 en piekte op een 18e positie in de Vlaamse Radio 2 Top 30. In Wallonië werd géén notering behaald.
Wonderful Days bevat een sample van Help (Get me some help) van de Nederlandse zanger Tony Ronald, alleen werd het origineel versneld gedraaid (gepitcht). Hier was echter geen toestemming voor gegeven en daarom moest deze versie uit de handel worden gehaald. Er werd snel een nieuwe versie opgenomen met nieuwe vocalen en instrumenten. Deze nieuwe versie werd direct als vervanger uitgebracht, maar viel minder in de smaak, waardoor de single snel zakte in de hitlijsten.
Wonderful Days wordt door velen gezien als de bekendste happyhardcore plaat (en staat daardoor op vrijwel elk happyhardcore-verzamelalbum) en tevens als het hoogtepunt van het happyhardcore-tijdperk.
In 2001 werd er een nieuwe versie uitgebracht van het nummer onder de naam Charly Lownoise & Mental Theo Present Starsplash, als lancering van een project Starsplash, van Charly Lownoise en Franky Tunes. Deze versie kwam tot de 4e positie in de Duitse hitlijst.
Eind 2007 verscheen er een nieuwe versie: Wonderful Days 2.08. Vergeleken met het origineel is dit een tragere, zwaardere dance-versie. Op dezelfde single staat ook een hardstyle-remix van Showtek. Deze versie behaalde de 23e positie in zowel de Single Top 100 als de publieke hitlijst; de Mega Top 50 op NPO 3FM en de 27e positie in de Nederlandse Top 40 op destijds Radio 538.
Miss Montreal coverde de single tijdens een optreden op dinsdag 26 juni 2012 bij de ochtendshow Mattie & Wietze op de Nederlandse commerciële radiozender Qmusic.  Vanwege de positieve ontvangst besloot ze de cover als single uit te brengen. Binnen twee dagen stond deze op nummer 1 van de iTunes Download Top 100.
Sinds de editie van december 2015 staat de single genoteerd in de jaarlijkse NPO Radio 2 Top 2000 van de Nederlandse publieke radiozender NPO Radio 2, met als hoogste notering een 575e positie in 2019.

## Verschenen versies

### Maxi-cd, Nederlandse versie
1. "Wonderfull Days (Radio Edit)"
2. "Wonderfull Days (Rotterdam Mix)"
3. "Live At London (Trance Central Remix)"
4. "Wonderfull Days (Trance Mix)"
5. "Live At London (DJ Paul Remix)"

### Maxi-cd, Duitse versie
1. "Wonderful Days (Radio Edit)"
2. "Wonderful Days (Rotterdam Mix)"
3. "Wonderful Days (Trance Mix)"
4. "Live At London (Trance Central Remix)"

### Maxi-cd, remixen
1. "Wonderful Days (Ravers Nature Remix)"
2. "Wonderful Days (Charly Lownoise & Mental Theo Remix)"
3. "Live At London (DJ Paul Remix)"

### Cd-single
1. "Wonderful Days (Radio Edit)"
2. "Wonderful Days (Rotterdam Mix)"

### 12" vinylsingle uitgebracht door Master Maximum Records
1. "Wonderful Days (Radio Edit)"
2. "Wonderful Days (Rotterdam Mix)"
3. "Wonderful Days (Trance Mix)"

### 12 " vinylsingle uitgebracht door Urban GmbH
1. "Wonderful Days (Rotterdam Mix)"
2. "Wonderful Days (Trance Mix)"
3. "Live At London (Trance Central Remix)"

### 12" vinylsingle uitgebracht door Polydor UK
1. "Wonderful Days (Trance Mix)"
2. "Wonderful Days (Rotterdam Mix)"
3. "Wonderful Daydreams"
4. "Live At London (Trance Central Remix)"

### Vinyl uitgebracht door UK Promo
1. "Wonderful Days (Dyme Brothers Remix)"
2. "Wonderful Days (Trance Mix)"
3. "Wonderful Days (Rotterdam Mix)"
4. "Wonderful Days (Radio Edit)"

### 12" vinylsingle uitgebracht door Central Station Australia
1. "Wonderful Days (Radio Edit)"
2. "Wonderful Days (Trance Mix)"
3. "Wonderful Days (Rotterdam Mix)"
4. "Live At London (Trance Central Remix)"

### Wonderful Days 2.08 cd-single 2007
1. "Wonderful Days 2.08 (Millennium 54 Red Remix)"
2. "Wonderful Days 2.08 (Original Mix)"
3. "Wonderful Days 2.08 (Showtek Remix)"
4. "Wonderful Days 2.08 (Millennium 54 Blue Remix)"
5. "Wonderful Days 2.08 (Millennium 54 Red XXL Remix)"
6. "Wonderful Days (Original 1994 Version)"

## Hitnoteringen

### Nederlandse Top 40
| Wonderful Days in de Nederlandse Top 40 | Wonderful Days in de Nederlandse Top 40 | Wonderful Days in de Nederlandse Top 40 | Wonderful Days in de Nederlandse Top 40 | Wonderful Days in de Nederlandse Top 40 | Wonderful Days in de Nederlandse Top 40 | Wonderful Days in de Nederlandse Top 40 | Wonderful Days in de Nederlandse Top 40 | Wonderful Days in de Nederlandse Top 40 | Wonderful Days in de Nederlandse Top 40 | Wonderful Days in de Nederlandse Top 40 | Wonderful Days in de Nederlandse Top 40 | Wonderful Days in de Nederlandse Top 40 | Wonderful Days in de Nederlandse Top 40 | Wonderful Days in de Nederlandse Top 40 |
| Week                                    | 1                                       | 2                                       | 3                                       | 4                                       | 5                                       | 6                                       | 7                                       | 8                                       | 9                                       | 10                                      | 11                                      | 12                                      | 13                                      | 14                                      |
| --------------------------------------- | --------------------------------------- | --------------------------------------- | --------------------------------------- | --------------------------------------- | --------------------------------------- | --------------------------------------- | --------------------------------------- | --------------------------------------- | --------------------------------------- | --------------------------------------- | --------------------------------------- | --------------------------------------- | --------------------------------------- | --------------------------------------- |
| Nummer                                  | 17                                      | 8                                       | 4                                       | 2                                       | 2                                       | 3                                       | 3                                       | 3                                       | 3                                       | 5                                       | 11                                      | 21                                      | 34                                      | uit                                     |

### Mega Top 50
| Wonderful Days in de Mega Top 50 | Wonderful Days in de Mega Top 50 | Wonderful Days in de Mega Top 50 | Wonderful Days in de Mega Top 50 | Wonderful Days in de Mega Top 50 | Wonderful Days in de Mega Top 50 | Wonderful Days in de Mega Top 50 | Wonderful Days in de Mega Top 50 | Wonderful Days in de Mega Top 50 | Wonderful Days in de Mega Top 50 | Wonderful Days in de Mega Top 50 | Wonderful Days in de Mega Top 50 | Wonderful Days in de Mega Top 50 | Wonderful Days in de Mega Top 50 | Wonderful Days in de Mega Top 50 |
| Week                             | 1                                | 2                                | 3                                | 4                                | 5                                | 6                                | 7                                | 8                                | 9                                | 10                               | 11                               | 12                               | 13                               | 14                               |
| -------------------------------- | -------------------------------- | -------------------------------- | -------------------------------- | -------------------------------- | -------------------------------- | -------------------------------- | -------------------------------- | -------------------------------- | -------------------------------- | -------------------------------- | -------------------------------- | -------------------------------- | -------------------------------- | -------------------------------- |
| Nummer                           | 23                               | 7                                | 3                                | 2                                | 2                                | 2                                | 2                                | 3                                | 4                                | 6                                | 13                               | 21                               | 33                               | uit                              |

### NPO Radio 2 Top 2000
| Nummer met noteringen in de NPO Radio 2 Top 2000 | '15  | '16 | '17 | '18 | '19 | '20 | '21 | '22 | '23 | '24 |
| ------------------------------------------------ | ---- | --- | --- | --- | --- | --- | --- | --- | --- | --- |
| Wonderfull Days                                  | 1081 | 927 | 886 | 608 | 575 | 694 | 693 | 818 | 883 | 714 |

1. ↑  Een vetgedrukt getal geeft de hoogste notering aan.
2. ↑  2015 was het eerste jaar met een notering voor dit nummer.

## Trivia
- Wonderful Days stond op 13 oktober 2006 op nummer 4 in de 90s Request Top 100 van 3FM, een uitzonderlijke prestatie aangezien er op 3FM vrijwel geen happy hardcore wordt gedraaid. In 2007 behaalde de single zelfs de tweede positie in deze lijst.
- In de Top 500 van de jaren '90 van Q-music van 2010 en 2011 stond "Wonderful Days" op 1.
- Een groot deel van de videoclip van Wonderful Days is opgenomen op en nabij Kasteel Heeswijk.
- Door een schrijffout is de eerste single uitgebracht met de naam Wonderfull Days terwijl de correcte Engelse spelling Wonderful Days luidt, met één "l" aan het eind.